# El gran desierto
El gran desierto es una novela negra de 1988 escrita por James Ellroy, es el segundo libro del Cuarteto de Los Ángeles, una serie de novelas ambientadas en los años 40 y 50 de la ciudad californiana de Los Ángeles. James Ellroy dedicó este libro "A Glenda Revelle." El epígrafe es la cita: "escrito para ser leal a la pesadilla de mi elección". Extraída de El corazón de las tinieblas de Joseph Conrad, no es una cita casual ya que la trama de ambos libros se puede definir como un descenso a los infiernos.

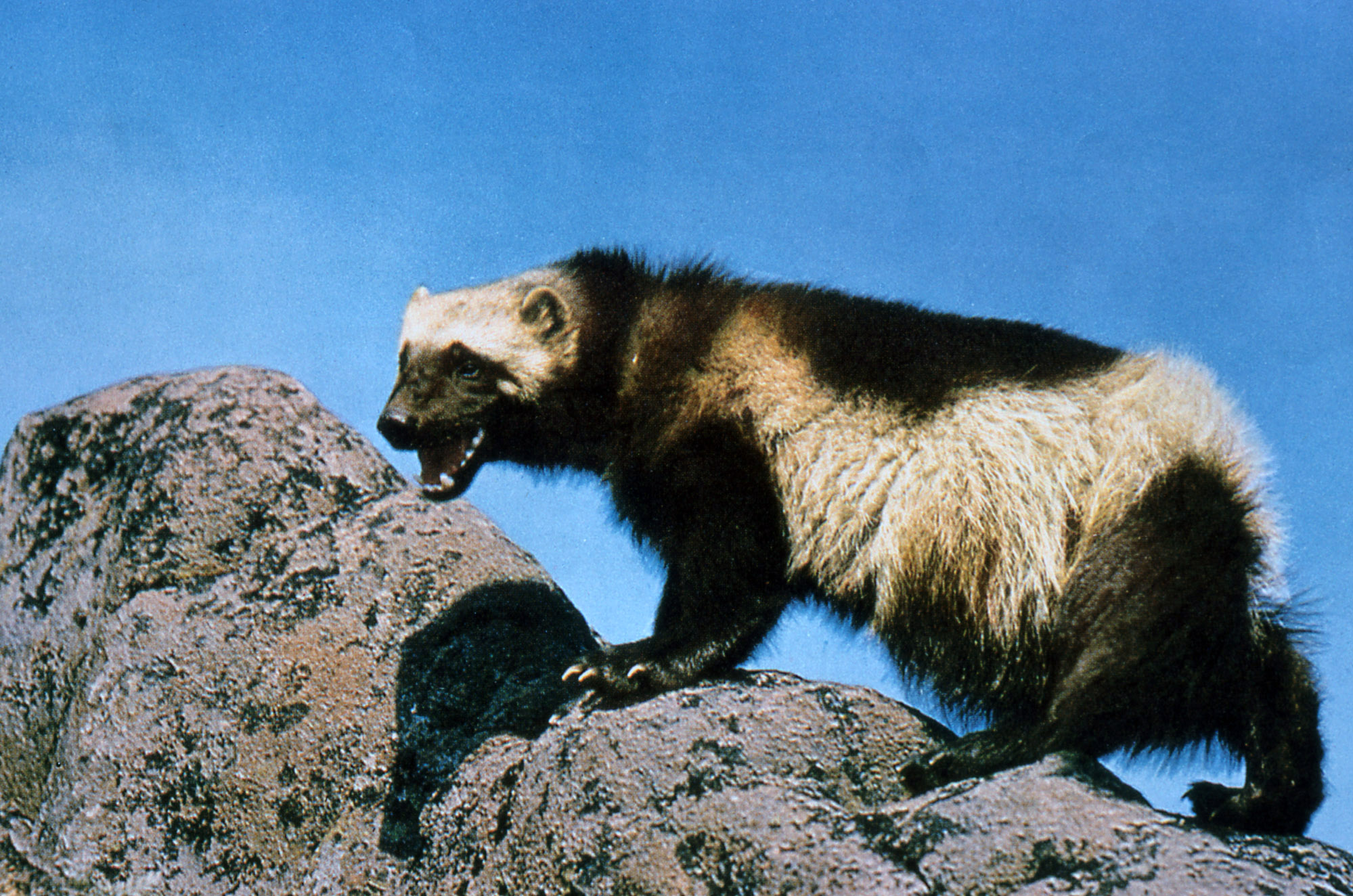
El glotón (gulo gulo) tiene un papel especial en el argumento

## Resumen
La trama sigue a tres hombres atormentados cuyas historias acaban confluyendo. El más joven es Danny Upshaw, un agente del departamento del Sheriff de Los Ángeles que mientras persigue a un brutal asesino recibe la orden de infiltrarse en los ambientes comunistas de Hollywood. Esto le forzará a afrontar secretos que ha mantenido ocultos, incluso para sí mismo. El más viejo es un antiguo policía al que expulsaron del cuerpo, Turner "Buzz" Meeks,  que ahora se gana la vida trabajando para Howard Hughes y Mickey Cohen. Por último está el ambicioso teniente del LAPD Malcolm "Mal" Considine, implicado en un caso de custodia de un niño al que quiere apartar de su irresponsable madre. Considine intenta hacer bien su trabajo pero se encuentra en un ambiente de engaño, paranoia y brutalidad.

## Relación con la realidad histórica
La historia empieza la víspera de Año Nuevo de 1950 y crea un retrato vívido de Los Ángeles durante aquella era, de la música bebop emanando de los clubes de jazz en Avenida Central a las batallas de los sindicatos frente a los estudios de Hollywood. La historia tiene lugar en el periodo posterior al famoso caso del asesinato de Sleepy Lagoon y los posteriores disturbios que recorrieron Los ángeles.
Ellroy retrata la Caza de brujas en Estados Unidos como una estafa que sirvió para debilitar a los sindicatos y beneficiar carreras políticas, pero tampoco es amable con los comunistas de Hollywood a los que retrata como un grupo tan decadente e hipócrita, como fácilmente dispuesto a "dar nombres" con tal de esconder sus secretos sucios. Como en el resto de sus novelas Ellroy emplea el brutal argot de la Época. Los gais son "frutas"," "homos", "nances"; los negros son "boogies" y "jigs", y sus barrios son "Niggertown".

## Recepción
El gran desierto recibió muchas crÍticas positivas. Detroit News comparó al libro con un cuadro de El Bosco. Gerald Petievich alabó el libro como un brillante retrato de Los Ángeles de los 50 a través de los ojos de tres tipos duros. Rave Reviews dijo que era una potente y perturbadora novela de codicia, pasión oscura, y asesinato. El gran desierto ganó el premio Prix Mystere en 1990.